# Литтл Сэмми Дэвис
Литтл Сэмми Дэвис (англ. Little Sammy Davis; 28 ноября 1924, Уинона, Миссисипи, США — 16 февраля 2018, Мидлтаун, Нью-Йорк, США) — американский блюзовый певец, харпер, гитарист и автор песен. Номинант Blues Music Awards в номинации «Блюзовый альбом — возвращение» (1997). 

## Биография
Родился в Уиноне в 1928 году. Начал учиться играть на губной гармонике, подаренной отцом, в возрасте восьми лет. Наибольшее влияние на него оказал Сонни Бой Уильямсон I. В 14 лет покинул дом, перебрался сначала в Виксберг затем во Флориду, где продолжил играть блюз в районе Майами и работал в апельсиновых рощах и на лесопилках. В течение 1940-х и 1950-х годов Дэвис путешествовал с медицинскими шоу и играл с блюзовыми музыкантами, такими как Пайнтоп Перкинс и Айк Тернер. В середине-конце 1950-х Сэм познакомился и гастролировал с Гитаром Слимом и Джимми Лиггинсом по району Пахоки во Флориде. В общей сложности девять лет гастролировал с Эрлом Хукером, в том числе с недолго просуществовавшей группой Хукера, Тернера, Пёркинса и Альберта Кинга. В 1953 году Дэвис с помощью Хукера записал два сингла для лейбла Rockin'. 
К концу 1950-х годов Дэвис перебрался в Чикаго, где выступал с Мадди Уотерсом, Джимми Ридом и иногда возглавляя группу Литтл Уолтера The Aces, когда Уолтер не появлялся на мероприятии. В какой-то момент распространился слух, что «какой-то парень выглядит и играет в точности как Уолтер, и люди думают, что он Литтл Уолтер». Это послужило основанием для ареста Дэвиса по требованию Уолтера, и сутки он провёл в полицейском участке. 
Позже Дэвис женился и поселился в Покипси, штат Нью-Йорк, где его «открыл» местный музыкант Дэн ДельСанто из Arm Bros. Дэн искал поблизости блюзовых исполнителей для своего друга Пита Лоури, местного фольклориста. В 1971 году Сэмми Дэвис записал сессию для Trix Records в 1971 году, что привело к появлению одного сингла «Sam's Swing»/«Someday Blues». Дэвис также играл на губной гармошке на некоторых записях, сделанных Эдди Киркландом для Trix в 1972 году в студии в Минк-Холлоу, штат Нью-Йорк. После внезапной смерти жены в 1972/73 годах Дэвис перестал играть и исчез из музыкальной сцены на следующие два десятилетия, несмотря на попытки многих убедить его играть. В конце концов, никто не знал, где находится Дэвис и жив ли он или мёртв.
В 1990 году Дэвис был обнаружен на блюзовом джеме в Side Track Inn в Покипси. Усилиями местных диджеев он стал появляться на радио и выступать в местных клубах. Также он стал работать вместе с гитаристом Фрэдом Скрибнером и они записали в Нью-Йорке классический блюзовый стандарт «Sitting on Top of the World», который стал хитом радиопередачи Imus in the Morning. Популярность дуэта росла, на многие годы они стали «домашней» группой радиостанции, их стали приглашать в лучшие клубы и на фестивали Восточного и Западного побережья. В 1996 году Дэвис выпустил свой первый полноформатный альбом I Ain't Lyin на лейбле Delmark Records. Пластинка была номинирована на премию Blues Music Awards в номинации  «Блюзовый альбом — возвращение» (1997) и принесла Дэвису награду «Возвращение года» от журнала Living Blues. 
В 2002 году Арлен Тарлофски спродюсировал и снял документальный фильм Little Sammy Davis о жизни и музыке Дэвиса. Фильм был выбран жюри для показа на Лондонском кинофестивале и Международном кинофестивале в Вудстоке, а также получил приз зрительских симпатий на фестивале документального кино AFI/Silverdocs Discovery Channel. 
В 2006 году Дэвис вместе с Фредом Скрибнером присоединился к Левону Хелму, бывшему барабанщику и вокалисту The Band, название группы было изменено на Levon Helm Band. 
В 2008 году Дэвис перенес инсульт. Он смог возобновить выступления весной 2009 году. Гастролировать он больше не мог, но выступал каждую субботу в клубе «Midnight Ramble» Левона Хелма. Второй инсульт менее чем через год оставил Дэвиса частично парализованным, после чего Дэвис был помещён в реабилитационный центр престарелых в Мидлтауне, где он умер 16 февраля 2018 года.

## Избранная дискография

### Синглы
- «Goin' Home To Mother»/«1958 Blues» (Rockin' 512) 1953 - Как «Little Sam Davis»
- «She’s So Good To Me»/«Goin' To New Orleans» (Rockin' 519) 1953 - Как «Little Sam Davis»
- «Sam’s Swing»/«Someday Blues» (Trix Records 4505) 1971 - Как «Harmonica Sammy Davis»

### Альбомы
- I Ain’t Lyin' (Delmark Records DE-682) 1995
- The Midnight Ramble Sessions Volume One (Levon Helm Studios) 2005 - как «Levon Helm Band starring Little Sammy Davis»
- Ten Years and Forty Days (Fat Fritz FFR5771) 2008
- Travelin' Man (Fat Fritz 0002) 2009